# Banteux
 Banteux  es una población y comuna francesa, en la región de Norte-Paso de Calais, departamento de Norte, en el distrito de Cambrai y cantón de Marcoing.

## Demografía
| 368 | 383 | 361 | 317 | 311 | 364 |
| Para los censos de 1962 a 1999 la población legal corresponde a la población sin duplicidades (Fuente: INSEE [Consultar]) |     |     |     |     |     |